# Edmund Beckett (1er baron Grimthorpe)
Edmund Beckett, 1er baron Grimthorpe (12 mai 1816 - 29 avril 1905), connu auparavant sous le nom d'Edmund Beckett, 5e baronnet, est un «avocat, mécanicien et controversiste»  ainsi qu'un horloger réputé et architecte.

## Biographie
Beckett est né à Carlton Hall près de Newark, dans le Nottinghamshire, en Angleterre, et est le fils aîné de Sir Edmund Beckett (4e baronnet), député du West Riding of Yorkshire. 
Il fait ses études à Doncaster Grammar School for Boys (brièvement), puis au Collège d'Eton, et continue à étudier les mathématiques au Trinity College de Cambridge, où il obtient son diplôme aux Tripos de 1838 avec le grade de "30th Wrangler". 
Beckett commence à pratiquer le droit en 1841 au Lincoln's Inn. Il est nommé conseiller de la reine en 1854, prenant sa retraite en 1881. Il est élu à la Royal Astronomical Society en 1866. Il est élu à la présidence du British Horological Institute en 1868, poste qu'il accepte à la condition de ne pas être invité à assister aux dîners. Il est réélu chaque année jusqu'à sa mort. En 1877, il est nommé chancelier et vicaire général du Diocèse d'York. Il est créé baron Grimthorpe en 1886. Il est parfois connu sous le nom d'Edmund Beckett Denison; son père a pris le nom supplémentaire de Denison en 1816, mais le fils l'abandonne à la mort de son père en 1874. Il épouse Fanny Catherine (23 février 1823 - 8 décembre 1901), fille de John Lonsdale, 89e évêque de Lichfield.
En 1851, il conçoit le mécanisme de l'horloge du Palais de Westminster (les Chambres du Parlement de Londres), responsable des carillons de Big Ben.
En 1868, il travaille avec WH Crossland pour concevoir l'église St Chad, Far Headingley à Leeds sur un terrain donné par sa famille.
Il est également responsable tout au long des années 1880 et 1890 de la reconstruction de la façade ouest, du toit et des fenêtres du transept de la cathédrale St Albans à ses propres frais. Bien que le bâtiment ait eu besoin de réparations (et en effet, un travail considérable avait déjà été effectué depuis 1856 sous la direction de Sir George Gilbert Scott jusqu'à sa mort en 1878, notamment la sécurisation de la tour centrale, la correction de l'inscription du côté sud nef, et reconstituant le sanctuaire de Saint Alban), l'opinion populaire de l'époque soutenait qu'il a changé le caractère de la cathédrale, inspirant même la création et la popularité temporaire du verbe «grimthorpe», signifiant effectuer des restaurations antipathiques d'édifices anciens . Une partie des ajouts de Beckett comprenait des statues des quatre évangélistes autour de la porte ouest; la statue de saint Matthieu a le visage de Beckett. Il s'est ensuite tourné vers les églises Saint-Pierre puis Saint-Michel, toutes deux situées dans la même ville. Il a vécu à Batchwood Hall d'où il a supervisé les travaux de restauration de la cathédrale .
Il meurt le 29 avril 1905 après une chute et est enterré dans le parc de la cathédrale St Albans. Sa nécrologie dans les notices mensuelles de la Royal Astronomical Society note sa maîtrise du droit ecclésiastique, ses publications (allant de l'astronomie sans mathématiques aux horloges, montres et cloches (1903) en passant par la construction, les civils et les ecclésiastiques ) et notait "il n'y avait pas un meilleur serrurier en Angleterre. " 